# جيل باريش
جيل باريش (بالإنجليزية: Jill Parrish)‏ هي قاضية ومحامية أمريكية، ولدت في 16 أغسطس 1961 في أوغدن في الولايات المتحدة.

## وصلات خارجية
- جيل باريش على موقع إن إن دي بي (الإنجليزية)